# Vladimir Beznik
Vladimir (Vlado) Beznik, slovenski družbenopolitični delavec, * 20. julij 1930, Radovljica, † 7. junij 1997, Ljubljana.
Sodeloval je v narodnoosvobodilni borbi in bil od 1944 član Skoja. Po koncu vojne je bil med drugim sekretar Univerzitetne konference Zveze komunistov Slovenije (1951–53). Diplomiral je 1964 na ljubljanski Visoki politični šoli. Potem je bil sekretar (1968–71) in podpredsednik (1971–75) republiške konference  Socialistične zveze delovnega ljudstva Slovenije (SZDL) in predsednik mestne konference SZDL Ljubljana (1976–80), predsednik skupščine občine Ljubljana Bežigrad (1984), predsednik zbora občin Skupščine Socialistične republike Slovenije (1986–1990).